# Хайнрих I фон Хевен
Хайнрих I фон Хевен (на немски: Heinrich I von Hewen, Herr zu Griessenberg; † между 15 декември 1388 и 25 юни 1389) е рицар от род Хевен (в Хегау), господар на замък Бург Грисенберг (в Тургау) в Източна Швейцария.
Той е син на Петер I фон Хевен († 29 септември 1371), господар на Енген в Хегау, и съпругата му Кунигунда († сл. 1357). Внук е на Буркхард фон Хевен († 25 август 1321) и правнук на рицар Рудолф III фон Хевен „Млади“ († сл. 1295).
Брат е на Буркхард фон Хевен († 30 септември 1398), епископ на Констанц (1387 – 1398), рицар Ханс I фон Хевен († сл. 24 май 1395) и Маргарета (Грета) фон Хевен († сл. 6 декември 1398), омъжена I. пр. 2 септември 1355 г. за граф Конрад I фон Хоенберг († 6 септември 1356), II. 1357/1358 г. за фрайхер Стефан I фон Гунделфинген († 14 юни 1395).
Хайнрих I фон Хевен се жени пр. 15 ноември 1367 г. за графиня Клемента фон Тогенбург († 1405), която през 1371 г. наследява Грисенберг от майка си и дядо си Лютолд фон Грисенберг .
Родът фон Хевен измира по мъжка линия през 1570 г. с Алберт Арбогаст фон Хевен.

## Фамилия
Хайнрих I фон Хевен се жени пр. 15 ноември 1367 г. за графиня Клемента фон Тогенбург († сл. 28 февруари 1405), вдовица на Улрих 'Млади' фон Хоенклинген († 7/29 май 1363), дъщеря на граф Дитхелм V фон Тогенбург († 1337) и Аделхайд фон Грисенберг († 1371/1372), дъщеря на Лютолд фон Грисенберг († 1322/1324) и Агнес († 1333). Те имат две деца:
- Петер II фон Хевен († между 17 май 1409 – 8 август 1414), господар на Хевен и Хоентринс (в кантон Граубюнден), женен за Берта фон Верденберг († сл. 1375), дъщеря на граф Хайнрих IV фон Верденберг-Хайлигенберг-Райнек († 1392/1393) и Анна фон Монфор († 1379); имат два сина
- Анна фон Хевен († сл. 1399), омъжена за Геротеус/Жеротеус фон Ратсамхаузен цум Щайн († сл. 1400)